# Hugo Karl zu Salm-Reifferscheidt-Raitz

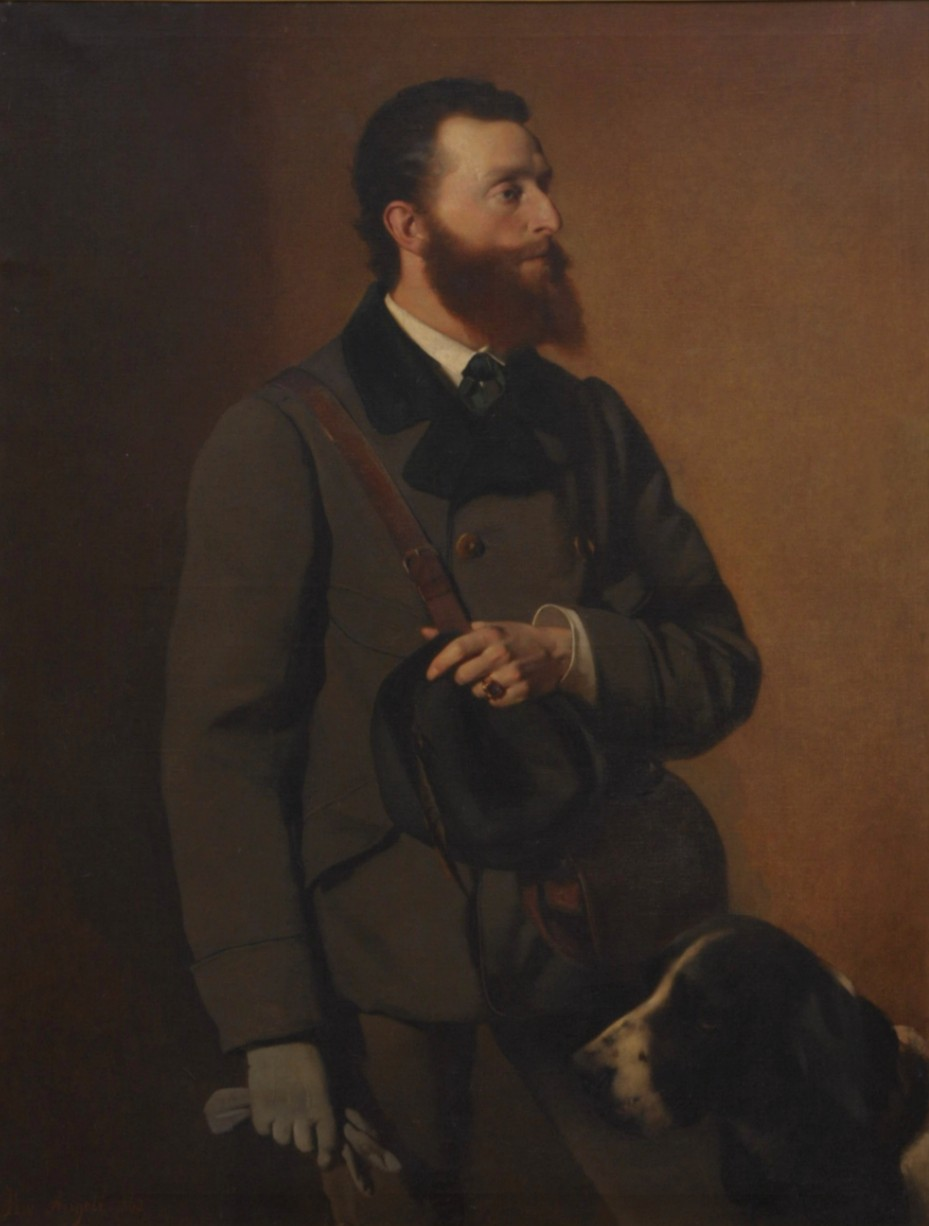
Hugo Karl zu Salm-Reifferscheidt-Raitz, als Jäger gemalt von Heinrich von Angeli

Hugo Karl (Carl) Franz de Paula Theodor zu Salm-Reifferscheidt-Raitz, Altgraf und Fürst zu Salm-Reifferscheidt, 3. Fürst zu Salm-Reifferscheidt-Raitz (* 9. November 1832 in Prag; † 12. Mai 1890 in Wien), war ein österreichisch-mährischer Großgrundbesitzer, Politiker und Industrieller.

## Herkunft

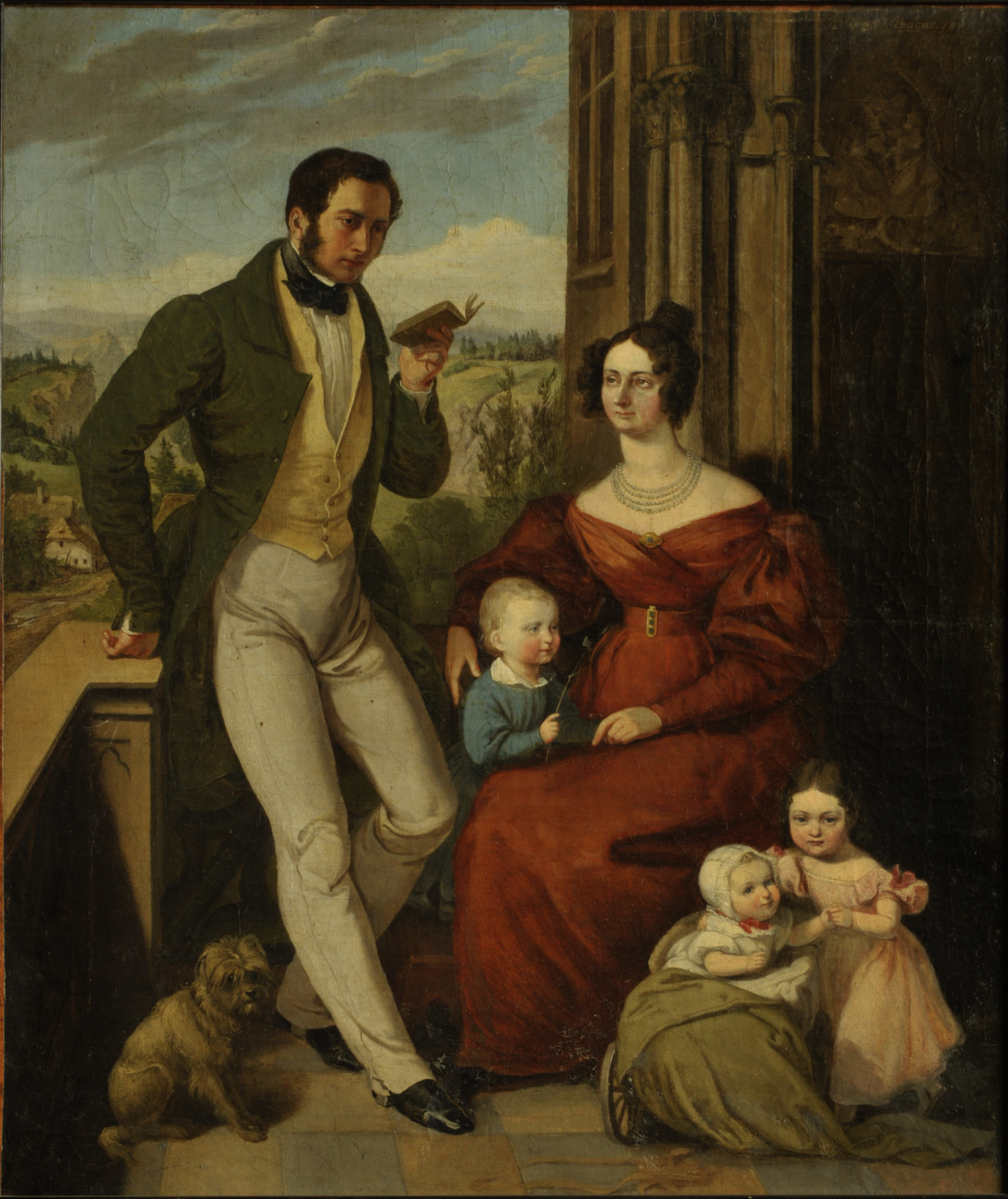
Erbprinz Hugo Karl (Bildmitte) im Kreis der Familie, gemalt von Josef Hellich (1807–1880)

Hugo Karl Franz zu Salm-Reifferscheidt-Raitz wurde als ältester Sohn und Erbprinz sowie zweites von fünf Kindern des Fürsten Hugo Karl Eduard zu Salm-Reifferscheidt-Raitz und dessen Ehefrau Leopoldine Polyxene Christiane Altgräfin zu Salm-Reifferscheidt-Krautheim (* 24. Juni 1805 in Gerlachsheim; † 4. Juli 1878 in Brühl bei Wien), einer Tochter des Fürsten Franz Wilhelm zu Salm-Reifferscheidt-Krautheim, in Prag geboren. Nach dem Tod seines Vaters im Jahr 1888 wurde er das Oberhaupt des Raitzer Linie der vormals reichsfürstlichen Familie Salm-Reifferscheidt im weitverzweigten Haus Salm.

## Leben
Jugendjahre verbrachte er unter anderem auf dem Familiensitz Schloss Raitz. Oft residierte seine Familie aber im Wiener Palais Salm, einem Adelswohnsitz, den sein Vater 1856 von Erzherzog Karl von Österreich-Teschen erworben hatte. Nach einem Studium der Rechtswissenschaft leitete er die Güter seiner Familie, die 1848 den Status einer Grundherrschaft verloren hatten, bereits seit 1878, nachdem sich sein Vater aus der aktiven Ausübung seiner Besitzrechte zurückgezogen hatte. Solchermaßen entscheidungsbefugt trug er zur Weiterentwicklung der Eisenhütte in Blansko bei, wo Gusseisen für das Bau- und Kunsthandwerk hergestellt wurde, so etwa Eisen für die Konstruktion der Kurkolonnade von Marienbad. In den „Fürst Salm’schen Eisenwerken“ wurden 1883 über 30 Prozent des mährischen Eisens produziert. Die „Fürst Salm’schen Eisen-, Maschinen- und Zucker-Fabriken“ führte er bis 1890 von Wien aus. 1868 wurde er Konzessionär der Nordwestbahn. 1860 war er Mitgründer der Versicherungsgesellschaft „Österreichischer Phönix“ in Wien, der er bis 1890 als Präsident diente.
1858/1859 präsidierte er der k.k. Geographischen Gesellschaft in Wien. 1879 gehörte er zu den Gründern des Philanthropischen Vereins in Wien. Diesem Verein saß er bis 1890 vor. Von 1882 bis zu seinem Tod stand er auch der Mährisch-Schlesischen Gesellschaft zur Beförderung des Ackerbaues, der Natur- und Landeskunde vor. Ab 1887 war er außerdem Präsident des Industriellen Klubs in Wien. Ferner war er Vorsitzender des Naturwissenschaftlichen Vereins zu Brünn. Auch als Förderer der Künste wurde er bekannt. Befreundet war er mit dem Schriftsteller Ferdinand von Saar.
Seine politische Laufbahn trat er 1878 als Mitglied des Mährischen Landtags an. Dort gehörte er dem Stand der Gutsbesitzer an. Bei den Wahlen von 1884 konnte er sein Mandat verteidigen. Als Gutsbesitzer wurde er 1879 auch Mitglied  des Abgeordnetenhauses des Reichsrats. Infolge des Tods seines Vaters wechselte er 1889 in das Herrenhaus.

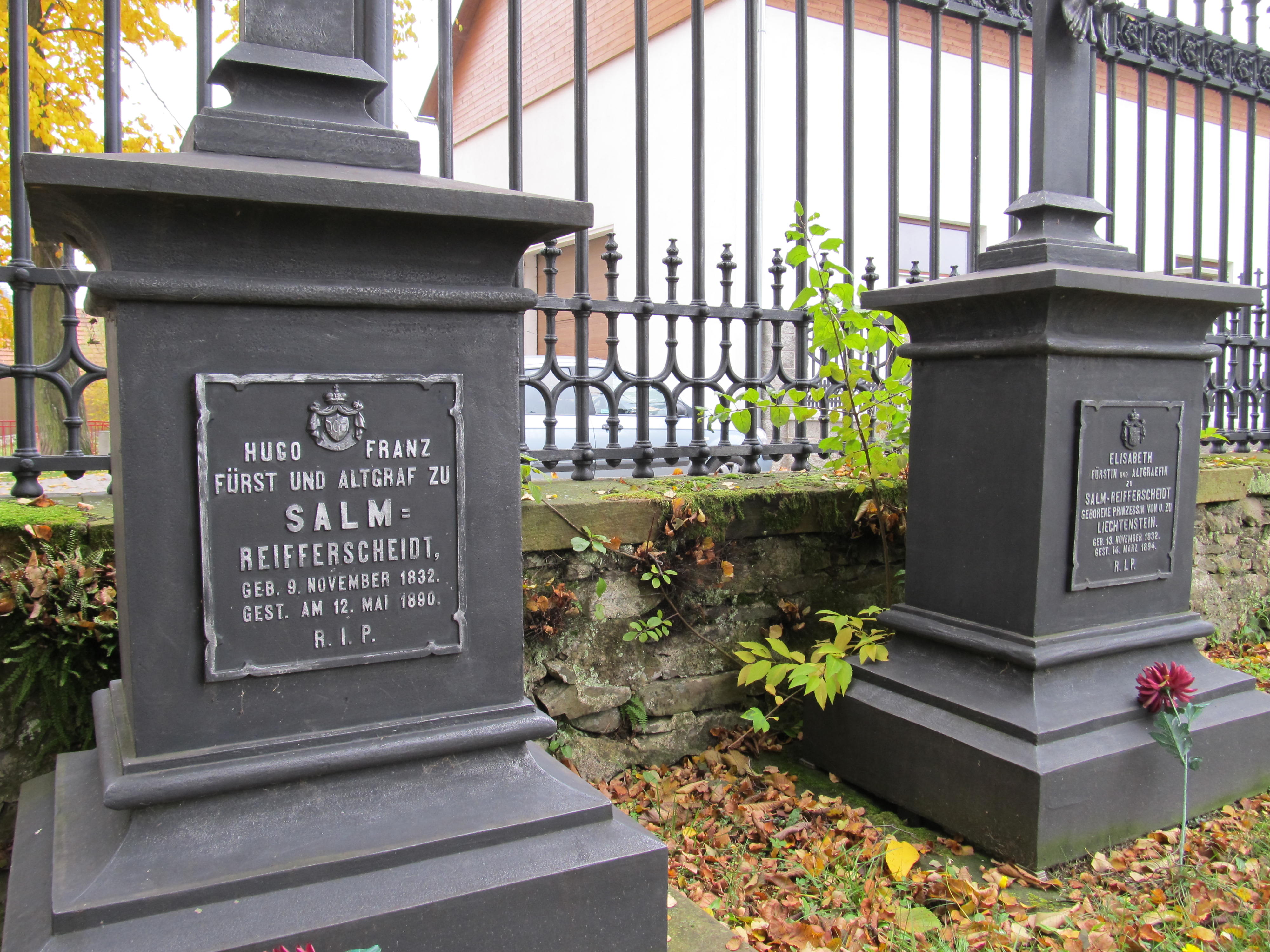
Grabstätte auf dem Salm’schen Familienfriedhof in Slaup: Die einzelnen Grabdenkmäler und das Gitter der Umzäunung stammen aus dem Gusseisen der eigenen Eisenwerke in Blansko.

## Familie
Am 12. Juni 1858 heiratete er in Wien die Prinzessin Elisabeth von Liechtenstein (* 13. November 1832 in Wien; † 14. März 1892 ebenda), die Tochter des Prinzen Karl von Liechtenstein (1790–1865), des Obersthofmeisters von Kaiser Franz Joseph I. Fünf Kinder gingen aus ihrer Ehe hervor:
- Marie Leopoldina (* 5. Juni 1859 in Wien; † 9. Juni 1897 in Marčan, Vinica, Kroatisches Hochland) ⚭ I. (1878–1880) Graf Karl Lanckoroński (* 4. November 1848 in Wien; † 15. Juli 1933 ebenda; Jurist, Reisender, Schriftsteller und kaiserlicher Kammerherr von 1913–1916) ⚭ II. (1882) Graf Markus von Bombelles (* 18. Oktober 1858 Marčan, Vinica, Kroatisches Hochland; † 8. September 1912 ebenda)
- Hugo Leopold Franz Karl Hippolyt (* 2. Dezember 1863 in Wien; † 31. Dezember 1903 in Raitz), Erbprinz, ⚭ (1891) Eleonore Marie Henriette Aloysia von Sternberg (* 1. August 1873 in Porlitz; † 10. März 1960 in Wien)
- Elisabeth (* 10. Dezember 1867 in Wien; † 19. Januar 1888 in Blansko), ⚭ (1885) Graf Waldemar (Vladimír) II. Mittrowsky von Mittrowitz und Nemischl (* 24. Juli 1864 in Sokolnitz; † 21. Januar 1930 in Baden)
- Karl (* 1. Dezember 1871 in Wien; † 29. Juni 1927 ebenda), erbte von seinem Onkel Rudolf von Liechtenstein das Gut Budkov (Budíkovice) bei Trebitsch; ⚭ (1905) Elisabeth von Fürstenberg (* 31. Mai 1878 in Lány; † 10. März 1939 in Rom)
- Eleonora (* 13. Oktober 1873 in Wien; † 23. September 1966), ⚭ (1894) Graf Johann Albert von Herberstein (* 11. Dezember 1864 in Wien; † 20. März 1945)